# 2024-es NBA-Kupa
A 2024-es NBA-Kupa (hivatalos nevén: Emirates NBA Cup 2024) az NBA-Kupa történetének második kiírása a National Basketball Association 2024–2025-ös szezonja közben. A liga összes csapata részt vett a tornán, hat csoportra osztva, főcsoportonként három-háromba. A csoportkörben lejátszott mérkőzések beleszámítanak egyben a csapatok mutatójába a liga alapszakaszában is, míg az elődöntőt és a döntőt külön játsszák, a Las Vegas-i T-Mobile Arenában.
A címvédő a Los Angeles Lakers, a győztes a Milwaukee Bucks volt.

## Sorsolás
A csoportokat 2024. július 12-én sorsolták. Főcsoportonként öt kalapba lettek osztva a csapatok, előző szezoni teljesítményük alapján.

### Kalapok
| Kalap | #  | Csapat              | Mutató | Mutató |
| Kalap | #  | Csapat              | Gy     | V      |
| ----- | -- | ------------------- | ------ | ------ |
| 1     | 1  | Boston Celtics      | 64     | 18     |
| 1     | 2  | New York Knicks     | 50     | 32     |
| 1     | 3  | Milwaukee Bucks     | 49     | 33     |
| 2     | 4  | Cleveland Cavaliers | 48     | 34     |
| 2     | 5  | Orlando Magic       | 47     | 35     |
| 2     | 6  | Indiana Pacers      | 47     | 35     |
| 3     | 7  | Philadelphia 76ers  | 47     | 35     |
| 3     | 8  | Miami Heat          | 46     | 36     |
| 3     | 9  | Chicago Bulls       | 39     | 43     |
| 4     | 10 | Atlanta Hawks       | 36     | 46     |
| 4     | 11 | Brooklyn Nets       | 32     | 50     |
| 4     | 12 | Toronto Raptors     | 25     | 57     |
| 5     | 13 | Charlotte Hornets   | 21     | 61     |
| 5     | 14 | Washington Wizards  | 15     | 67     |
| 5     | 15 | Detroit Pistons     | 14     | 68     |

| Kalap | #  | Csapat                 | Mutató | Mutató |
| Kalap | #  | Csapat                 | Gy     | V      |
| ----- | -- | ---------------------- | ------ | ------ |
| 1     | 1  | Oklahoma City Thunder  | 57     | 25     |
| 1     | 2  | Denver Nuggets         | 57     | 25     |
| 1     | 3  | Minnesota Timberwolves | 56     | 26     |
| 2     | 4  | Los Angeles Clippers   | 51     | 31     |
| 2     | 5  | Dallas Mavericks       | 50     | 32     |
| 2     | 6  | Phoenix Suns           | 49     | 33     |
| 3     | 7  | New Orleans Pelicans   | 49     | 33     |
| 3     | 8  | Los Angeles Lakers     | 47     | 35     |
| 3     | 9  | Sacramento Kings       | 46     | 36     |
| 4     | 10 | Golden State Warriors  | 46     | 36     |
| 4     | 11 | Houston Rockets        | 41     | 41     |
| 4     | 12 | Utah Jazz              | 31     | 51     |
| 5     | 13 | Memphis Grizzlies      | 27     | 55     |
| 5     | 14 | San Antonio Spurs      | 22     | 60     |
| 5     | 15 | Portland Trail Blazers | 21     | 61     |

### Sorsolás eredménye
| A csoport | B csoport                                                                                                 | C csoport |
| --- | --- | --- |
| - New York Knicks (2) - Orlando Magic (5) - Philadelphia 76ers (7) - Brooklyn Nets (11) - Charlotte Hornets (13) | - Milwaukee Bucks (3) - Indiana Pacers (6) - Miami Heat (8) - Toronto Raptors (12) - Detroit Pistons (15) | - Boston Celtics (1) - Cleveland Cavaliers (4) - Chicago Bulls (9) - Atlanta Hawks (10) - Washington Wizards (14) |

| A csoport | B csoport | C csoport |
| --- | --- | --- |
| - Minnesota Timberwolves (3) - Los Angeles Clippers (4) - Sacramento Kings (9) - Houston Rockets (11) - Portland Trail Blazers (15) | - Oklahoma City Thunder (1) - Phoenix Suns (6) - Los Angeles Lakers (8) - Utah Jazz (12) - San Antonio Spurs (14) | - Denver Nuggets (2) - Dallas Mavericks (5) - New Orleans Pelicans (7) - Golden State Warriors (10) - Memphis Grizzlies (13) |

## Csoportkör
Mindkét főcsoportot három csoportra osztották. A november 3. és november 28. között kedden, illetve pénteken játszott alapszakasz-mérkőzések számítanak a csapatok eredményei közé a kupában.

### Sorrend meghatározása
Abban az esetben, ha legalább két csapat azonos teljesítménnyel zárja a csoportkört:
- az azonos teljesítménnyel rendelkező csapatok egymás elleni eredményei
- az azonos teljesítménnyel rendelkező csapatok pontkülönbsége
- az azonos teljesítménnyel rendelkező csapatok szerzett pontjai a csoportkörben
- az azonos teljesítménnyel rendelkező csapatok teljesítménye a 2023–2024-es szezon közben
- véletlen sorsolás az azonos teljesítménnyel rendelkező csapatok között

### Keleti A csoport
| Hely. | Csapat             | M | Gy | V | P+  | P–  | Pk  | Továbbjutás                                |       | NYK     | ORL     | PHI   | BRK     | CHA    |
| ----- | ------------------ | - | -- | - | --- | --- | --- | ------------------------------------------ | ----- | ------- | ------- | ----- | ------- | ------ |
| 1.    | New York Knicks    | 4 | 4  | 0 | 455 | 425 | +30 | Továbbjut az egyenes kieséses szakaszba    |       | —       | 121–106 | —     | 124–122 | —      |
| 2.    | Orlando Magic      | 4 | 3  | 1 | 441 | 396 | +45 | Továbbjuthat az egyenes kieséses szakaszba |       | —       | —       | 98–86 | —       | 114–89 |
| 3.    | Philadelphia 76ers | 4 | 2  | 2 | 408 | 411 | −3  |                                            |       | 99–111  | —       | —     | 113–98  | —      |
| 4.    | Brooklyn Nets      | 4 | 1  | 3 | 436 | 475 | −39 |                                            | —     | 100–123 | —       | —     | 116–115 |        |
| 5.    | Charlotte Hornets  | 4 | 0  | 4 | 406 | 439 | −33 |                                            | 98–99 | —       | 104–110 | —     | —       |        |

### Keleti B csoport
| Hely. | Csapat          | M | Gy | V | P+  | P–  | Pk  | Továbbjutás                                |   | MIL     | DET     | MIA             | TOR     | IND     |
| ----- | --------------- | - | -- | - | --- | --- | --- | ------------------------------------------ | - | ------- | ------- | --------------- | ------- | ------- |
| 1.    | Milwaukee Bucks | 4 | 4  | 0 | 462 | 412 | +50 | Továbbjut az egyenes kieséses szakaszba    |   | —       | —       | —               | 99–85   | 129–117 |
| 2.    | Detroit Pistons | 4 | 3  | 1 | 447 | 440 | +7  | Továbbjuthat az egyenes kieséses szakaszba |   | 107–128 | —       | 123–121 (h. u.) | —       | —       |
| 3.    | Miami Heat      | 4 | 2  | 2 | 459 | 439 | +20 |                                            |   | 103–106 | —       | —               | 121–111 | —       |
| 4.    | Toronto Raptors | 4 | 1  | 3 | 413 | 430 | −17 |                                            | — | 95–99   | —       | —               | 122–111 |         |
| 5.    | Indiana Pacers  | 4 | 0  | 4 | 445 | 505 | −60 |                                            | — | 106–130 | 111–124 | —               | —       |         |

### Keleti C csoport
| Hely. | Csapat              | M | Gy | V | P+  | P–  | Pk  | Továbbjutás                                |         | ATL     | BOS | CLE     | CHI     | WAS     |
| ----- | ------------------- | - | -- | - | --- | --- | --- | ------------------------------------------ | ------- | ------- | --- | ------- | ------- | ------- |
| 1.    | Atlanta Hawks       | 4 | 3  | 1 | 485 | 470 | +15 | Továbbjut az egyenes kieséses szakaszba    |         | —       | —   | 117–101 |         | 129–117 |
| 2.    | Boston Celtics      | 4 | 3  | 1 | 482 | 459 | +23 | Továbbjuthat az egyenes kieséses szakaszba |         | 116–117 | —   | 120–117 | —       | —       |
| 3.    | Cleveland Cavaliers | 4 | 2  | 2 | 480 | 450 | +30 |                                            |         | —       | —   | —       | 144–126 | 118–87  |
| 4.    | Chicago Bulls       | 4 | 2  | 2 | 518 | 512 | +6  |                                            | 136–122 | 129–138 | —   | —       | —       |         |
| 5.    | Washington Wizards  | 4 | 0  | 4 | 408 | 482 | −74 |                                            | —       | 96–108  | —   | 108–127 | —       |         |

### Nyugati A csoport
| Hely. | Csapat                 | M | Gy | V | P+  | P–  | Pk  | Továbbjutás                                |         | HOU             | LAC             | MIN | POR     | SAC    |
| ----- | ---------------------- | - | -- | - | --- | --- | --- | ------------------------------------------ | ------- | --------------- | --------------- | --- | ------- | ------ |
| 1.    | Houston Rockets        | 4 | 3  | 1 | 454 | 414 | +40 | Továbbjut az egyenes kieséses szakaszba    |         | —               | 125–104         | —   | 116–88  | —      |
| 2.    | Los Angeles Clippers   | 4 | 2  | 2 | 427 | 411 | +16 | Továbbjuthat az egyenes kieséses szakaszba |         | —               | —               | —   | 127–105 | 104–88 |
| 3.    | Minnesota Timberwolves | 4 | 2  | 2 | 418 | 431 | −13 |                                            |         | 111–117 (h. u.) | 93–92           | —   | —       | —      |
| 4.    | Portland Trail Blazers | 4 | 2  | 2 | 430 | 457 | −27 |                                            | —       | —               | 122–108         | —   | 115–106 |        |
| 5.    | Sacramento Kings       | 4 | 1  | 3 | 429 | 445 | −16 |                                            | 120–111 | —               | 126–130 (h. u.) | —   | —       |        |

### Nyugati B csoport
| Hely. | Csapat                | M | Gy | V | P+  | P–  | Pk  | Továbbjutás                                |         | OKC     | PHX     | LAL     | SAS    | UTA     |
| ----- | --------------------- | - | -- | - | --- | --- | --- | ------------------------------------------ | ------- | ------- | ------- | ------- | ------ | ------- |
| 1.    | Oklahoma City Thunder | 4 | 3  | 1 | 437 | 392 | +45 | Továbbjut az egyenes kieséses szakaszba    |         | —       | 99–83   | —       | —      | 133–106 |
| 2.    | Phoenix Suns          | 4 | 3  | 1 | 434 | 404 | +30 | Továbbjuthat az egyenes kieséses szakaszba |         | —       | —       | 127–100 | 104–93 | —       |
| 3.    | Los Angeles Lakers    | 4 | 2  | 2 | 437 | 461 | −24 |                                            |         | 93–101  | —       | —       | —      | 124–118 |
| 4.    | San Antonio Spurs     | 4 | 2  | 2 | 446 | 443 | +3  |                                            | 110–104 | —       | 115–120 | —       | —      |         |
| 5.    | Utah Jazz             | 4 | 0  | 4 | 451 | 505 | −54 |                                            | —       | 112–120 | —       | 115–128 | —      |         |

### Nyugati C csoport
| Hely. | Csapat                | M | Gy | V | P+  | P–  | Pk  | Továbbjutás                                |         | GSW     | DAL     | DEN | MEM     | NOP    |
| ----- | --------------------- | - | -- | - | --- | --- | --- | ------------------------------------------ | ------- | ------- | ------- | --- | ------- | ------ |
| 1.    | Golden State Warriors | 4 | 3  | 1 | 470 | 462 | +8  | Továbbjut az egyenes kieséses szakaszba    |         | —       | 120–117 | —   | 123–118 | —      |
| 2.    | Dallas Mavericks      | 4 | 3  | 1 | 493 | 447 | +46 | Továbbjuthat az egyenes kieséses szakaszba |         | —       | —       | —   | 121–116 | 132–91 |
| 3.    | Denver Nuggets        | 4 | 2  | 2 | 455 | 449 | +6  |                                            |         | 119–115 | 120–123 | —   | —       | —      |
| 4.    | Memphis Grizzlies     | 4 | 1  | 3 | 464 | 475 | −11 |                                            | —       | —       | 110–122 | —   | 120–109 |        |
| 5.    | New Orleans Pelicans  | 4 | 1  | 3 | 409 | 458 | −49 |                                            | 108–112 | —       | 101–94  | —   | —       |        |

### Legjobb második helyezettek

#### Keleti főcsoport
| Hely. | Csapat          | M | Gy | V | P+  | P–  | Pk  | Továbbjutás                             |
| ----- | --------------- | - | -- | - | --- | --- | --- | --------------------------------------- |
| 1.    | Orlando Magic   | 4 | 3  | 1 | 441 | 396 | +45 | Továbbjut az egyenes kieséses szakaszba |
| 2.    | Boston Celtics  | 4 | 3  | 1 | 482 | 459 | +23 |                                         |
| 3.    | Detroit Pistons | 4 | 3  | 1 | 447 | 440 | +7  |                                         |

#### Nyugati főcsoport
| Hely. | Csapat               | M | Gy | V | P+  | P–  | Pk  | Továbbjutás                             |
| ----- | -------------------- | - | -- | - | --- | --- | --- | --------------------------------------- |
| 1.    | Dallas Mavericks     | 4 | 3  | 1 | 493 | 447 | +46 | Továbbjut az egyenes kieséses szakaszba |
| 2.    | Phoenix Suns         | 4 | 3  | 1 | 434 | 404 | +30 |                                         |
| 3.    | Los Angeles Clippers | 4 | 2  | 2 | 427 | 411 | +16 |                                         |

## Egyenes kieséses szakasz

### Ágrajz
|  | Negyeddöntő                                    | Negyeddöntő                              |                                          |     | Elődöntő | Elődöntő |  |  | Döntő | Döntő |
|  |                                                |                                          |                                          |     |          |          |  |  |       |       |
|  | December 11. – Fiserv Forum, Milwaukee         |                                          |                                          |     |          |          |  |  |       |       |
|  |                                                |                                          |                                          |     |          |          |  |  |       |       |
|  | Milwaukee Bucks                                | 114                                      |                                          |     |          |          |  |  |       |       |
|  | Milwaukee Bucks                                | 114                                      | December 14. – T-Mobile Arena, Las Vegas |     |          |          |  |  |       |       |
|  | Orlando Magic                                  | 109                                      |                                          |     |          |          |  |  |       |       |
|  | Orlando Magic                                  | 109                                      | Milwaukee Bucks                          | 110 |          |          |  |  |       |       |
|  | December 10. – Madison Square Garden, New York |                                          | Milwaukee Bucks                          | 110 |          |          |  |  |       |       |
|  |                                                | Atlanta Hawks                            | 102                                      |     |          |          |  |  |       |       |
|  | New York Knicks                                | Atlanta Hawks                            | 102                                      | 100 |          |          |  |  |       |       |
|  | New York Knicks                                |                                          | December 17. – T-Mobile Arena, Las Vegas | 100 |          |          |  |  |       |       |
|  | Atlanta Hawks                                  | 108                                      |                                          |     |          |          |  |  |       |       |
|  | Atlanta Hawks                                  | 108                                      | Milwaukee Bucks                          | 97  |          |          |  |  |       |       |
|  | December 11. – Paycom Center, Oklahoma City    |                                          | Milwaukee Bucks                          | 97  |          |          |  |  |       |       |
|  |                                                | Oklahoma City Thunder                    | 81                                       |     |          |          |  |  |       |       |
|  | Oklahoma City Thunder                          | Oklahoma City Thunder                    | 81                                       | 118 |          |          |  |  |       |       |
|  | Oklahoma City Thunder                          | December 14. – T-Mobile Arena, Las Vegas |                                          | 118 |          |          |  |  |       |       |
|  | Dallas Mavericks                               | 104                                      |                                          |     |          |          |  |  |       |       |
|  | Dallas Mavericks                               | 104                                      | Oklahoma City Thunder                    | 111 |          |          |  |  |       |       |
|  | December 10. – Toyota Center, Houston          |                                          | Oklahoma City Thunder                    | 111 |          |          |  |  |       |       |
|  |                                                | Houston Rockets                          | 96                                       |     |          |          |  |  |       |       |
|  | Houston Rockets                                | Houston Rockets                          | 96                                       | 91  |          |          |  |  |       |       |
|  | Houston Rockets                                |                                          |                                          | 91  |          |          |  |  |       |       |
|  | Golden State Warriors                          | 90                                       |                                          |     |          |          |  |  |       |       |
|  | Golden State Warriors                          | 90                                       |                                          |     |          |          |  |  |       |       |

### Negyeddöntők
| 2024. december 10. 19:00 | Orlando Magic                            | 109–114   | Milwaukee Bucks        | Fiserv Forum, Milwaukee Nézőszám: 17 342 Játékvezetők: Scott Foster, Sean Corbin, CJ Washington |
| 2024. december 10. 19:00 | (33–25, 26–35, 13–20, 37–34) Jegyzőkönyv |           |                        | Fiserv Forum, Milwaukee Nézőszám: 17 342 Játékvezetők: Scott Foster, Sean Corbin, CJ Washington |
| 2024. december 10. 19:00 | Jalen Suggs 32                           | Pont      | Jánisz Antetokúnmpo 37 | Fiserv Forum, Milwaukee Nézőszám: 17 342 Játékvezetők: Scott Foster, Sean Corbin, CJ Washington |
| 2024. december 10. 19:00 | Goga Bitadze 14                          | Lepattanó | Bobby Portis 10        | Fiserv Forum, Milwaukee Nézőszám: 17 342 Játékvezetők: Scott Foster, Sean Corbin, CJ Washington |
| 2024. december 10. 19:00 | Wendell Carter Jr. 5                     | Gólpassz  | Damian Lillard 9       | Fiserv Forum, Milwaukee Nézőszám: 17 342 Játékvezetők: Scott Foster, Sean Corbin, CJ Washington |

| 2024. december 11. 19:00 | Atlanta Hawks                            | 108–100   | New York Knicks       | Madison Square Garden, New York Nézőszám: 19 812 Játékvezetők: Ben Taylor, Jacyn Goble, Natalie Sago |
| 2024. december 11. 19:00 | (22–28, 25–26, 34–18, 27–28) Jegyzőkönyv |           |                       | Madison Square Garden, New York Nézőszám: 19 812 Játékvezetők: Ben Taylor, Jacyn Goble, Natalie Sago |
| 2024. december 11. 19:00 | De’Andre Hunter 24                       | Pont      | Josh Hart 21          | Madison Square Garden, New York Nézőszám: 19 812 Játékvezetők: Ben Taylor, Jacyn Goble, Natalie Sago |
| 2024. december 11. 19:00 | Jalen Johnson 15                         | Lepattanó | Karl-Anthony Towns 19 | Madison Square Garden, New York Nézőszám: 19 812 Játékvezetők: Ben Taylor, Jacyn Goble, Natalie Sago |
| 2024. december 11. 19:00 | Trae Young 11                            | Gólpassz  | Jalen Brunson 8       | Madison Square Garden, New York Nézőszám: 19 812 Játékvezetők: Ben Taylor, Jacyn Goble, Natalie Sago |

| 2024. december 10. 21:30 | Dallas Mavericks                         | 104–118   | Oklahoma City Thunder      | Paycom Center, Oklahoma City Nézőszám: 17 724 Játékvezetők: Brian Forte, Kevin Scott, Jenna Schroeder |
| 2024. december 10. 21:30 | (24–32, 30–25, 19–33, 31–28) Jegyzőkönyv |           |                            | Paycom Center, Oklahoma City Nézőszám: 17 724 Játékvezetők: Brian Forte, Kevin Scott, Jenna Schroeder |
| 2024. december 10. 21:30 | Thompson, Marshall 19                    | Pont      | Shai Gilgeous-Alexander 39 | Paycom Center, Oklahoma City Nézőszám: 17 724 Játékvezetők: Brian Forte, Kevin Scott, Jenna Schroeder |
| 2024. december 10. 21:30 | Dereck Lively II 13                      | Lepattanó | Isaiah Hartenstein 13      | Paycom Center, Oklahoma City Nézőszám: 17 724 Játékvezetők: Brian Forte, Kevin Scott, Jenna Schroeder |
| 2024. december 10. 21:30 | három játékos 5                          | Gólpassz  | Shai Gilgeous-Alexander 5  | Paycom Center, Oklahoma City Nézőszám: 17 724 Játékvezetők: Brian Forte, Kevin Scott, Jenna Schroeder |

| 2024. december 11. 21:30 | Golden State Warriors                    | 90–91     | Houston Rockets   | Toyota Center, Houston Nézőszám: 18 055 Játékvezetők: Bill Kennedy, Brent Barnaky, Mousa Dagher |
| 2024. december 11. 21:30 | (18–20, 19–24, 32–24, 21–23) Jegyzőkönyv |           |                   | Toyota Center, Houston Nézőszám: 18 055 Játékvezetők: Bill Kennedy, Brent Barnaky, Mousa Dagher |
| 2024. december 11. 21:30 | Jonathan Kuminga 20                      | Pont      | Alperen Şengün 26 | Toyota Center, Houston Nézőszám: 18 055 Játékvezetők: Bill Kennedy, Brent Barnaky, Mousa Dagher |
| 2024. december 11. 21:30 | három játékos 7                          | Lepattanó | Alperen Şengün 11 | Toyota Center, Houston Nézőszám: 18 055 Játékvezetők: Bill Kennedy, Brent Barnaky, Mousa Dagher |
| 2024. december 11. 21:30 | Stephen Curry 5                          | Gólpassz  | Fred VanVleet 7   | Toyota Center, Houston Nézőszám: 18 055 Játékvezetők: Bill Kennedy, Brent Barnaky, Mousa Dagher |

### Elődöntők
| 2024. december 14. 16:30 | Atlanta Hawks                            | 102–110   | Milwaukee Bucks        | T-Mobile Arena, Las Vegas Nézőszám: 17 113 Játékvezetők: John Goble, Tre Maddox, John Butler |
| 2024. december 14. 16:30 | (28–26, 21–29, 34–27, 19–28) Jegyzőkönyv |           |                        | T-Mobile Arena, Las Vegas Nézőszám: 17 113 Játékvezetők: John Goble, Tre Maddox, John Butler |
| 2024. december 14. 16:30 | Trae Young 35                            | Pont      | Jánisz Antetokúnmpo 32 | T-Mobile Arena, Las Vegas Nézőszám: 17 113 Játékvezetők: John Goble, Tre Maddox, John Butler |
| 2024. december 14. 16:30 | Jalen Johnson 10                         | Lepattanó | Jánisz Antetokúnmpo 14 | T-Mobile Arena, Las Vegas Nézőszám: 17 113 Játékvezetők: John Goble, Tre Maddox, John Butler |
| 2024. december 14. 16:30 | Trae Young 10                            | Gólpassz  | Jánisz Antetokúnmpo 9  | T-Mobile Arena, Las Vegas Nézőszám: 17 113 Játékvezetők: John Goble, Tre Maddox, John Butler |

| 2024. december 14. 20:30 | Houston Rockets                          | 96–111    | Oklahoma City Thunder      | T-Mobile Arena, Las Vegas Nézőszám: 17 937 Játékvezetők: James Capers, Nick Buchert, Ray Acosta |
| 2024. december 14. 20:30 | (20–18, 22–23, 27–34, 27–36) Jegyzőkönyv |           |                            | T-Mobile Arena, Las Vegas Nézőszám: 17 937 Játékvezetők: James Capers, Nick Buchert, Ray Acosta |
| 2024. december 14. 20:30 | Amen Thompson 19                         | Pont      | Shai Gilgeous-Alexander 32 | T-Mobile Arena, Las Vegas Nézőszám: 17 937 Játékvezetők: James Capers, Nick Buchert, Ray Acosta |
| 2024. december 14. 20:30 | Alperen Şengün 11                        | Lepattanó | Luguentz Dort 9            | T-Mobile Arena, Las Vegas Nézőszám: 17 937 Játékvezetők: James Capers, Nick Buchert, Ray Acosta |
| 2024. december 14. 20:30 | Fred VanVleet 7                          | Gólpassz  | Shai Gilgeous-Alexander 6  | T-Mobile Arena, Las Vegas Nézőszám: 17 937 Játékvezetők: James Capers, Nick Buchert, Ray Acosta |

### Döntő
| 2024. december 17. 20:30 | Milwaukee Bucks                          | 97–81     | Oklahoma City Thunder      | T-Mobile Arena, Las Vegas Nézőszám: 18 519 Játékvezetők: Josh Tiven, Karl Lane, Justin Van Duyne |
| 2024. december 17. 20:30 | (27–28, 24–22, 26–14, 20–17) Jegyzőkönyv |           |                            | T-Mobile Arena, Las Vegas Nézőszám: 18 519 Játékvezetők: Josh Tiven, Karl Lane, Justin Van Duyne |
| 2024. december 17. 20:30 | Jánisz Antetokúnmpo 26                   | Pont      | Shai Gilgeous-Alexander 21 | T-Mobile Arena, Las Vegas Nézőszám: 18 519 Játékvezetők: Josh Tiven, Karl Lane, Justin Van Duyne |
| 2024. december 17. 20:30 | Jánisz Antetokúnmpo 19                   | Lepattanó | Isaiah Hartenstein 12      | T-Mobile Arena, Las Vegas Nézőszám: 18 519 Játékvezetők: Josh Tiven, Karl Lane, Justin Van Duyne |
| 2024. december 17. 20:30 | Jánisz Antetokúnmpo 10                   | Gólpassz  | Jalen Williams 3           | T-Mobile Arena, Las Vegas Nézőszám: 18 519 Játékvezetők: Josh Tiven, Karl Lane, Justin Van Duyne |